# Arctioblepsis rubida
Arctioblepsis rubida är en fjärilsart som beskrevs av Felder 1862. Arctioblepsis rubida ingår i släktet Arctioblepsis och familjen mott. Inga underarter finns listade i Catalogue of Life.